# Thomas Sjöberg
Thomas Sjöberg (* 6. Juli 1952 in Helsingborg) ist ein ehemaliger schwedischer Fußballspieler. Der Mittelfeldspieler, der 1974 in der schwedischen Nationalmannschaft debütierte, gewann mit dem Malmö FF dreimal den schwedischen Landesmeistertitel. Mittlerweile ist er als Trainer tätig.

## Werdegang
Sjöberg begann mit dem Fußballspielen bei Eskilsminne IF. Für den Klub lief er in der viertklassigen Division 4 Skåne Nordvästra auf, bis er am Ende der Spielzeit 1973 als Staffelsieger vor dem punktgleichen Råå IF den Aufstieg in die Drittklassigkeit schaffte. Dabei fiel er mehreren höherklassigen Vereinen auf und erhielt Angebote von Helsingborgs IF, IFK Malmö und dem Malmö FF.
Sjöberg entschied sich im Frühjahr 1974 zum Wechsel zum Malmö FF, wo er unter dem neu verpflichteten Trainer Bob Houghton auf Anhieb zum Stammpersonal gehörte. Schnell spielte er sich zudem ins Notizbuch des Nationaltrainers Georg Ericson und kam nur knapp ein halbes Jahr, nachdem er noch in der vierten Liga gespielt hatte, zu seinem Länderspieldebüt. Am 8. August des Jahres stand er beim 2:1-Erfolg über die norwegische Nationalmannschaft durch Tore seines Mannschaftskameraden bei MFF Staffan Tapper und Eine Fredriksson von GAIS in der Startformation.
Am Ende seiner Debütsaison, der Spielzeit 1974, gewann Sjöberg an der Seite von Spielern wie Roy Andersson, Krister Kristensson, Jan Möller und Roland Andersson mit neun Punkten Vorsprung auf Vizemeister AIK überlegen den Von-Rosens-Pokal für den schwedischen Meistertitel, der nach dem Gewinn des Svenska Cupen nach einem 2:0-Endspielerfolg über Östers IF im Sommer den Double-Gewinn bedeutete. Im folgenden Jahr gelang die Titelverteidigung in beiden Wettbewerben, in der Liga wurde Östers IF mit fünf Punkten distanziert und im Pokalfinale Djurgårdens IF besiegt.
Durch seine Auftritte im Europapokal und als Stammspieler der Nationalmannschaft machte sich Sjöberg außerhalb Schwedens einen Namen. Nach Ablauf der Spielzeit 1976, die er mit seiner Mannschaft als Tabellenzweiter hinter dem erstmaligen Meister Halmstads BK beendete, verließ er sein Heimatland. Neuer Klub des Schweden war der Karlsruher SC, der seinerzeit in der Bundesliga spielte. Zu Beginn der Rückrunde der Spielzeit 76/77 kam er jedoch nur zu sechs Spieleinsätzen, da er sich unter Trainer Carl-Heinz Rühl nicht durchsetzen konnte. Daher kehrte er bereits nach vier Monaten zu Malmö FF zurück und gewann mit der Mannschaft seine dritte Meisterschaft. 
Im Sommer 1978 gehörte Sjöberg zum Kader der Nationalmannschaft für das Weltmeisterschaftsturnier 1978 in Argentinien. Im Auftaktspiel der schwedischen Mannschaft gelang ihm beim 1:1-Unentschieden gegen Brasilien der einzige Turniertreffer der Landesauswahl, die nach Niederlagen gegen Österreich und Spanien vorzeitig aus dem Turnier ausschied. Im Anschluss an die Endrunde verließ er erneut sein Heimatland und wechselte zu Al-Ittihad nach Saudi-Arabien. Nach einem halben Jahr zog er zu den Chicago Sting in die North American Soccer League weiter, wo er drei Monate auflief.
Zur Spielzeit 1979 kehrte Sjöberg nach Schweden zu Malmö FF zurück. 1981 beendete er nach 45 Länderspielen, in denen ihm 14 Tore gelungen waren, seine Nationalmannschaftskarriere. Ein Jahr später verließ er Malmö FF und heuerte beim unterklassig spielenden Verein Helsingborgs IF an, für den er bis 1985 auflief. Seine aktive Karriere beendete er bei Lunds BK, wo das Team von seinem ehemaligen Mannschaftskameraden Roland Andersson betreut wurde.
Nach seinem Karriereende wechselte Sjöberg als Assistenztrainer von Roland Andersson auf die Trainerbank. Diesen begleitete er bei seinen Engagements bei Al-Ittihad, dem Qatar Sports Club, BSC Young Boys und Malmö FF. Nachdem Andersson zum Assistenztrainer von Lars Lagerbäck bei der Nationalmannschaft aufgerückt war, kam Sjöberg die Rolle eines Spielbeobachters zu. 2006 trennten sich die Wege, als Sjöberg als Jugendtrainer zu Malmö FF zurückkehrte. Seit 2010 ist er als Scout für die nigerianische Nationalmannschaft tätig.